# Collomia rawsoniana
Collomia rawsoniana är en blågullsväxtart som beskrevs av Edward Lee Greene. Collomia rawsoniana ingår i släktet limfrön, och familjen blågullsväxter. Inga underarter finns listade i Catalogue of Life.